# Liebfrauenschule Oldenburg
Die Liebfrauenschule Oldenburg (LFS) ist ein im Jahr 1888 gegründetes Gymnasium in Oldenburg unter katholischer Trägerschaft. An der Schule werden 800 Schüler von 75 Lehrern unterrichtet.

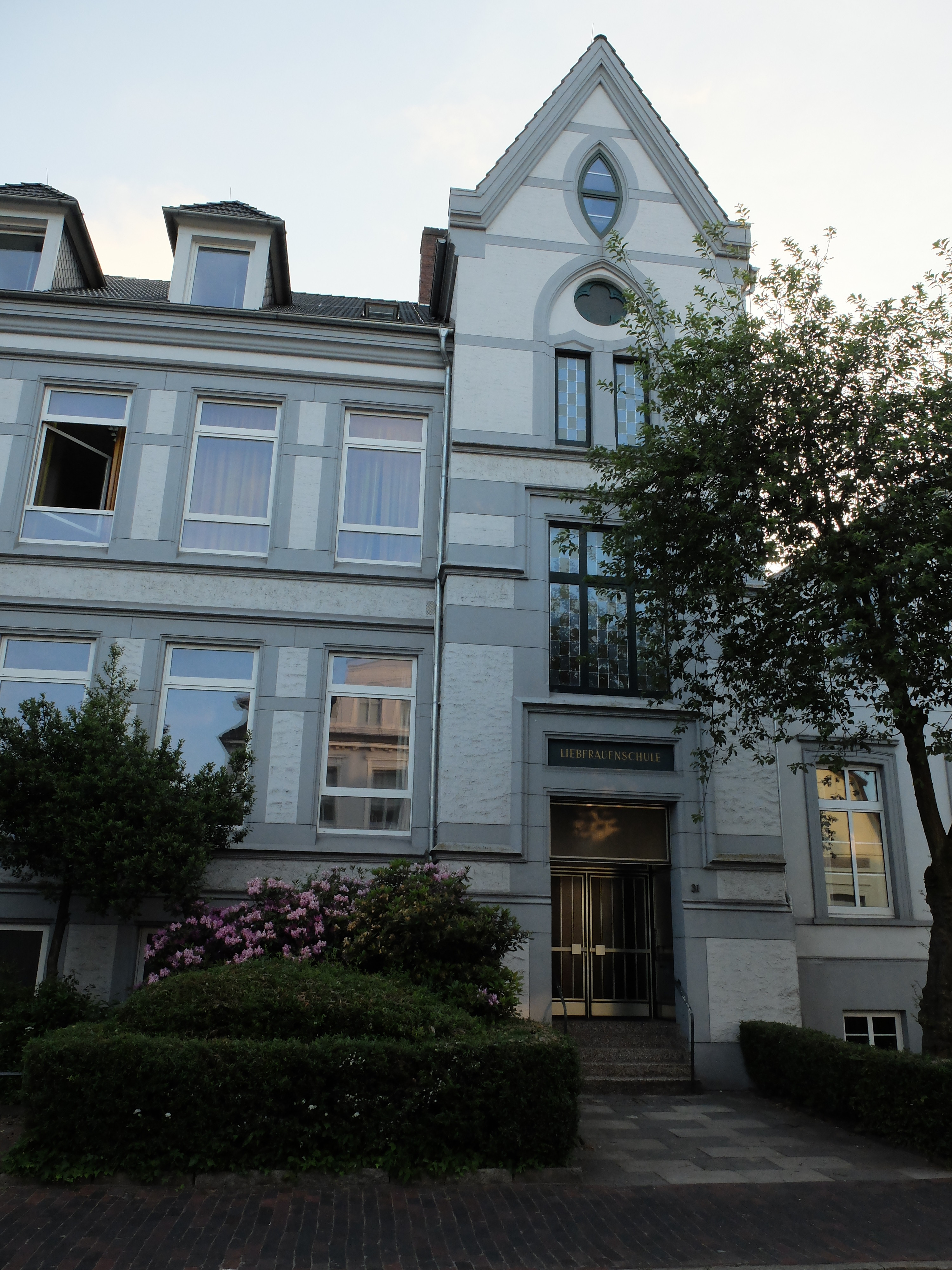
Eingang der Liebfrauenschule

## Geschichte
Die Schule wurde am 1. Mai 1888 durch die Kongregation der Schwestern Unserer Lieben Frau in einer Mietwohnung in der Auguststraße in Oldenburg als Höhere Töchterschule, die mit einer Vorschule für Jungen verbunden war, gegründet. 1903 wurde angesichts einer Schülerzahl von 100 das nahegelegene Grundstück Auguststraße 31 erworben, auf dem heute der sogenannte „Altbau“ der Schule steht. Zum 25-jährigen Bestehen wurde die Schule staatlicherseits durch die preußischen und oldenburgischen Behörden als Lyzeum anerkannt. Die Schule galt damit als eine Schule für Höhere Töchter, welche hier die Mittlere Reife erlangen konnten. Gleichzeitig nahm die Schule den heutigen Namen an. Zu diesem Zeitpunkt verfügte die Schule über 13 Ordensschwestern und etwa gleich viele weltliche Lehrkräfte, 150 Schülerinnen und 50 Schüler.
Einen Monat bevor das 50-jährige Bestehen gefeiert werden konnte, wurde durch den Oldenburgischen Minister der Kirchen und Schulen, Julius Pauly, der zuvor schon im sogenannten Kreuzkampf aufgefallen war, die Schließung der Schule zum 31. März 1938 angeordnet. Das Schulgebäude wurde in ein Damenwohnheim umgebaut.
Ostern 1946 wurde der Unterrichtsbetrieb wieder aufgenommen. In der Zeit von 1946 bis 1952 besuchte das spätere RAF-Gründungsmitglied Ulrike Meinhof die Schule. 1950 wurden die Abschlüsse der Schule wieder staatlich anerkannt und 1951 waren wieder alle sechs Jahrgänge eines Lyzeums erreicht. 1954 wurde eine Anzahl von 300 Schülerinnen erreicht. Im Gegensatz zur Zeit vor dem Krieg wurden allerdings nur Schülerinnen unterrichtet. Das Schulgebäude wurde zu diesem Zeitpunkt noch teilweise privat bewohnt, die Klassenstärke betrug zum Teil 50 Schülerinnen. 1956 wurde die Schule durch Erlass als privates neusprachliches Progymnasium für Mädchen anerkannt. Anfang der 1960er Jahre wurden zwei Nachbargrundstücke erworben, um Neubauten zu errichten. am 20. Oktober 1965 wurde das heutige Hauptgebäude der Liebfrauenschule eingeweiht und 1965 von der ersten 11. Klasse die gymnasiale Oberstufe der Schulgeschichte bezogen.
Anfang der 1970er Jahre fielen durch die Einführung der Orientierungsstufe die fünften und sechsten Klassen weg, gleichzeitig wurden aber wieder Schüler unterrichtet, die Oberstufe wurde entsprechend der Vereinbarung der Länderkultusminister von 1972 umstrukturiert. Bis 1979 entwickelte sich die Schule zu einem siebenjährigen, koedukativ geführten Vollgymnasium mit reformierter Oberstufe. Im Frühjahr 1979 wurde durch Ordensleitung der Liebfrauenkongregation und dem Bischöfliche Offizial in Vechta, Weihbischof Max-Georg Freiherr von Twickel, eine Übernahme der Trägerschaft der Schule durch einen neuen, vom Offizial einzurichtenden und diesem unterstehenden örtlichen Schulfonds. Hintergrund waren Personalmangel des Ordens und der Wunsch trotzdem ein katholisches Gymnasium erhalten zu wollen. Ein Schwesternkonvent blieb bestehen und ein Teil der Ordensschwestern bewohnte nach wie vor den Altbau der Schule.
In den ersten drei Jahren unter der neuen Trägerschaft wuchs die Zahl der Schüler auf 630. Wegen der damit verbundenen Raumnot wurde 1983 ein benachbartes Grundstück in der Haareneschstraße erworben und im Mai 1984 der Bau eines Gebäudes für eine Turnhalle und sechs Klassenräumen dort begonnen und im Februar 1985 fertiggestellt. Dieser Bau wird als „H-Gebäude“ bezeichnet. 1992 wurden die Wohnräume der Schwestern saniert und von den verbliebenen drei Schwestern neu bezogen, 1998 zogen diese in ein ordenseigenes Wohnhaus. 2001 wurde die Schule um Räumlichkeiten für den Musikunterricht erweitert. 2003 wurde im Rahmen der Wiederauflösung der Orientierungsstufe in Niedersachsen wieder eine fünfte Klasse eröffnet. Seit 2004 besteht damit bei einer Schülerzahl von etwa 780 Schülern ein durchgängiges Gymnasium der Jahrgangsstufen 5 bis 13 mit etwa 55 hauptamtlichen Lehrkräften. Bis 2004 haben an der Schule 1839 Abiturienten abgeschlossen.

## Pädagogisches Konzept
Die Liebfrauenschule fühlt sich einer christlichen Weltverantwortung verpflichtet, Ausdruck hiervon sollen ein „Eine-Welt-Laden“ im Schulgebäude, aber auch die Wahl einer Partnerschule in Tansania sein.
Daneben richtet sich die Schule seit 1991 stark musikalisch aus und verfügt über ein entsprechend musikalisch geprägtes Schulleben. Die Schule verfügt daher über einen Musikalischen Zweig. Bedingung für die Aufnahme in diesen Zweig ist die Bereitschaft zumindest ein Musikinstrument zu erlernen und zur Teilnahme an einer Musik-AG. Schüler dieses Zweiges erhalten vier Wochenunterrichtsstunden in Musik, zwei Theoriestunden und zwei Stunden Unterricht am Musikinstrument im Klassenorchester.
Prägnantester Ausdruck der musikalischen Ausrichtung war die ab 1998 produzierte Kinderoper „Brundibar“. Die Oper wurde während der Feierlichkeiten zum 40-jährigen Bestehen der „Aktion Sühnezeichen Friedensdienste“ in Berlin vor 400 Zuschauern aufgeführt. Darauf folgte im Jahr 2000 mit neuer Besetzung eine von „Jeunesses Musicales“ organisierte Europareise, auf der Solisten und Chorsänger der Schule unter instrumentaler Begleitung von Mitgliedern des Weltjugendorchesters, acht Aufführungen in Kopenhagen, Lund, Oslo, Amsterdam, Paris, Barcelona, Brüssel und London ausrichteten. Die musikalische Ausrichtung führte auch zu einer Schulpartnerschaft mit einem tschechischen Gymnasium in Břeclav und mit der Sophie-Barat-Schule Hamburg.

## Partnerschulen
Es besteht eine Partnerschaft mit der Askofu Adrian Mkoba Secondary School in Mzumbe, einem tansanischen Dorf.

## Ehemalige Schülerinnen und Schüler
- Sarah Nemtsov (* 1980), Komponistin[4][5]
- Heidrun E. Mader, geb. Schroeder (* 1977), Theologin, Univ.-Professorin
- Svenja Stadler (* 1976), Politikerin, Bundestagsabgeordnete
- Kerstin Radde-Antweiler (* 1975), Religionswissenschaftlerin
- Katrin Hesse (* 1964), Juristin, Hochschullehrerin, Politikerin
- Jörgen Welp (* 1963), Archäologe
- Ulrike Meinhof (1934–1976), Journalistin und Terroristin der RAF
- Sibylle Anderl (* 1981), Astrophysikerin und Publizistin, Abitur 2000